# Scheiden-Wollgras
Das Scheiden-Wollgras (Eriophorum vaginatum) gehört zur Familie der Sauergrasgewächse (Cyperaceae). Weitere gebräuchliche Namen sind Moor-Wollgras, Scheidiges Wollgras oder Schneiden-Wollgras. Diese Pflanzenart ist eine Charakterpflanze der Hochmoore. Mit seinen faserig zerfallenden Blättern trägt das Wollgras wesentlich zur Torfbildung bei. In Hochmoor-Renaturierungen nach industriellem Torfabbau übernimmt es eine wichtige Funktion als Erstbesiedler der vegetationslosen Torfflächen. Die langen Blütenhüllfäden der Früchte bilden den bezeichnenden weißen Wollschopf der Wollgräser (Eriophorum).

## Beschreibung

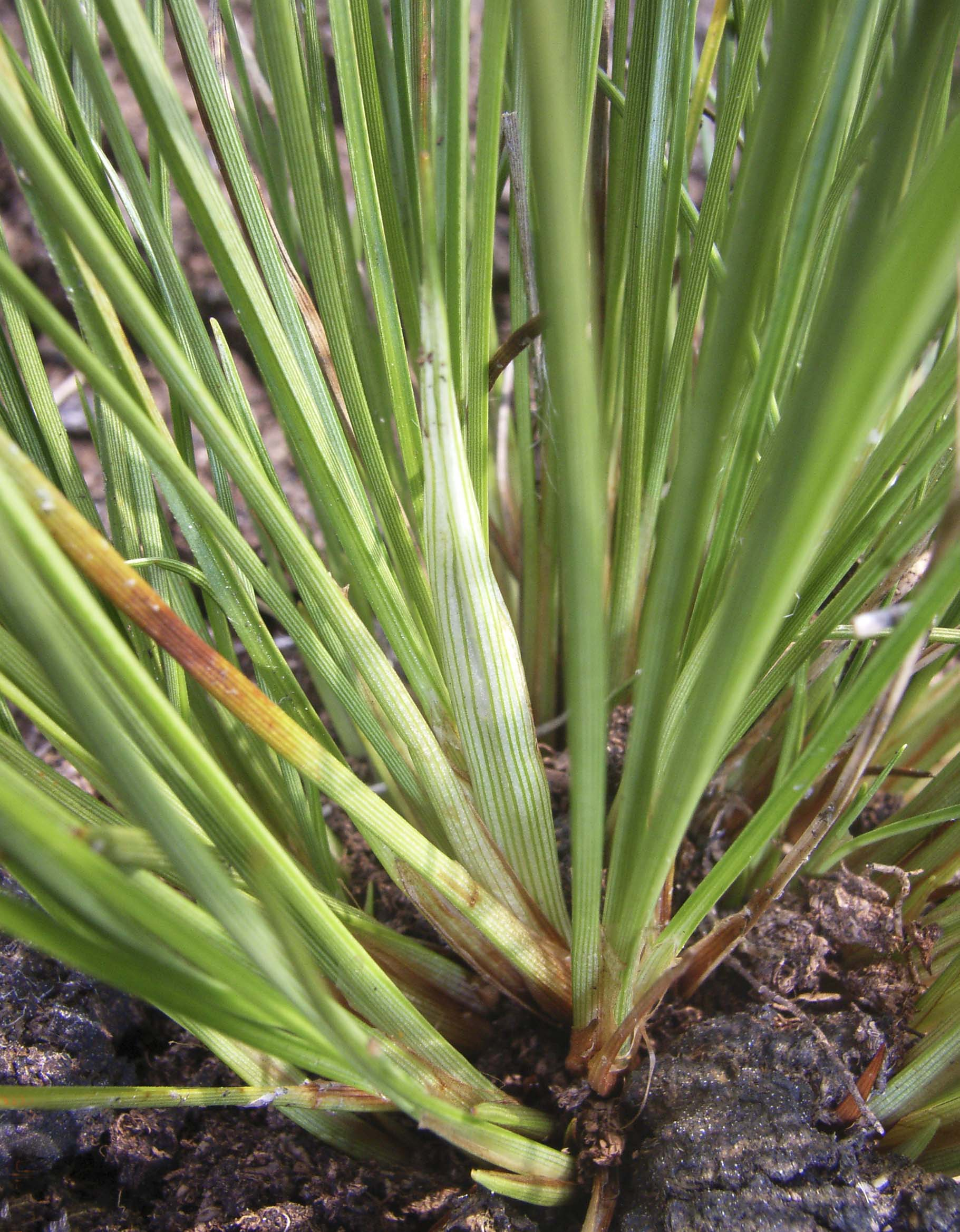
Aufgeblasene Blattscheide des Scheiden-Wollgrases als namengebendes Merkmal

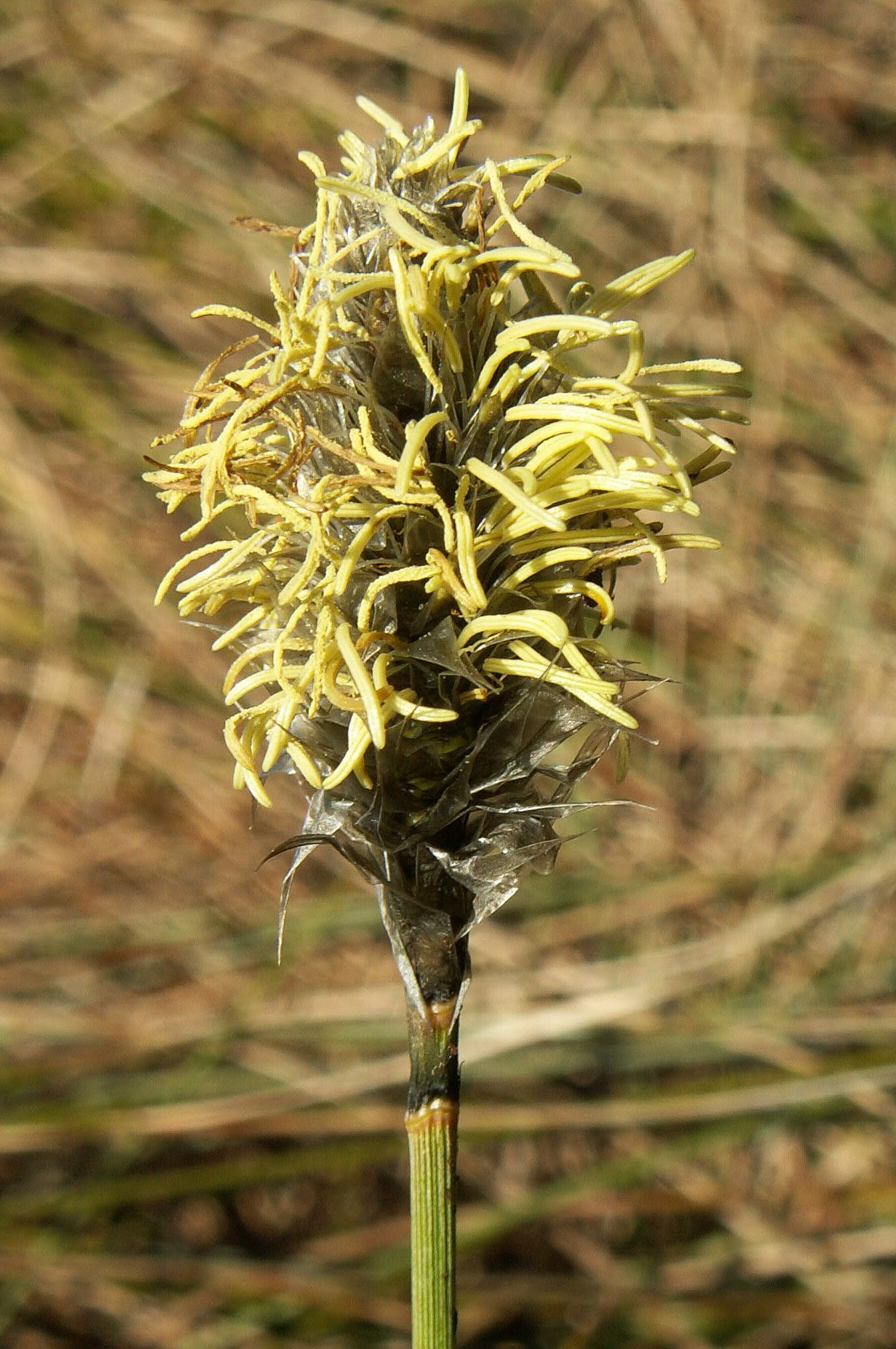
Blütenstand des Scheiden-Wollgrases

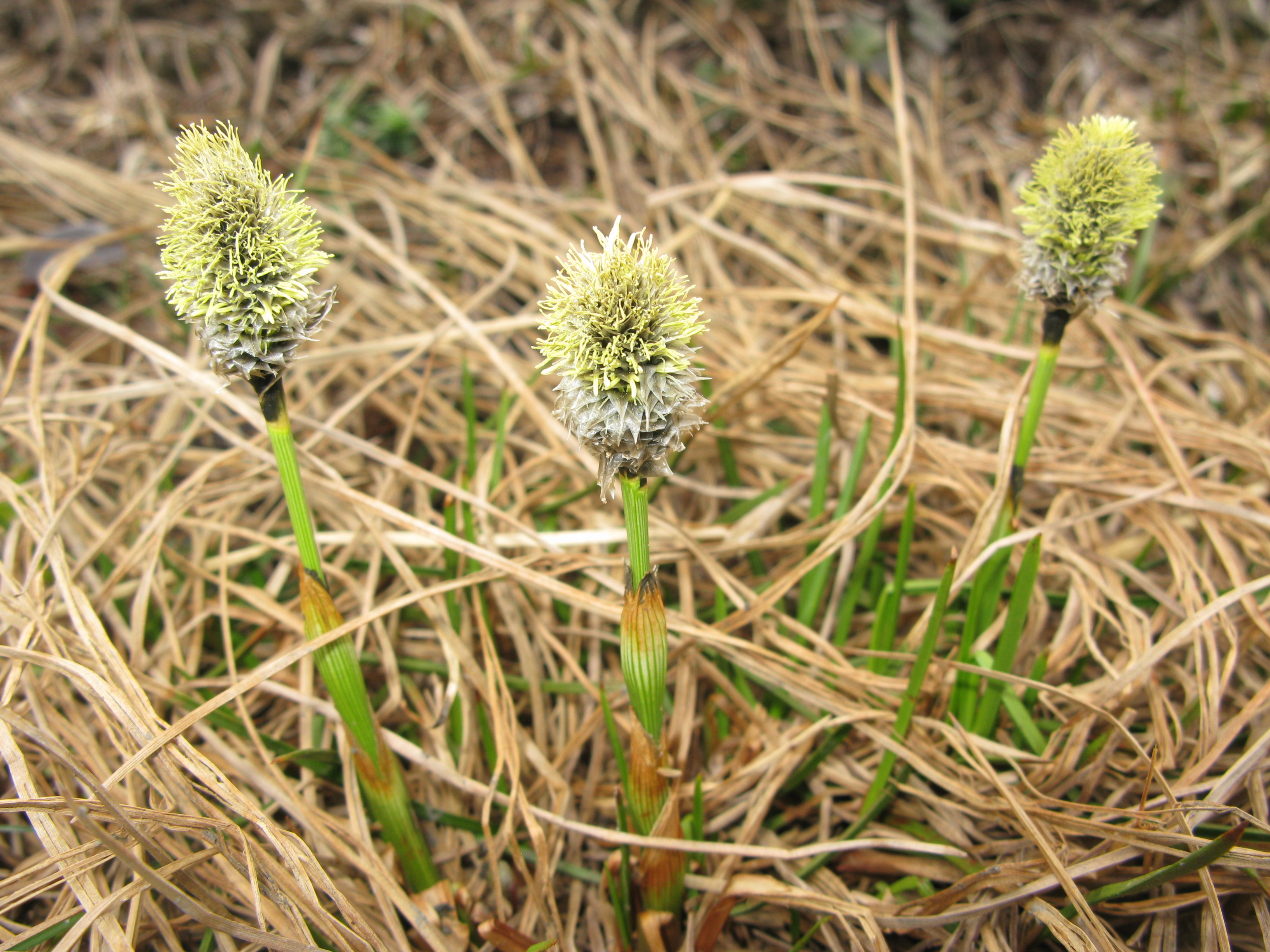
Blütenstände mit den leicht aufgeblasenen Blattscheiden

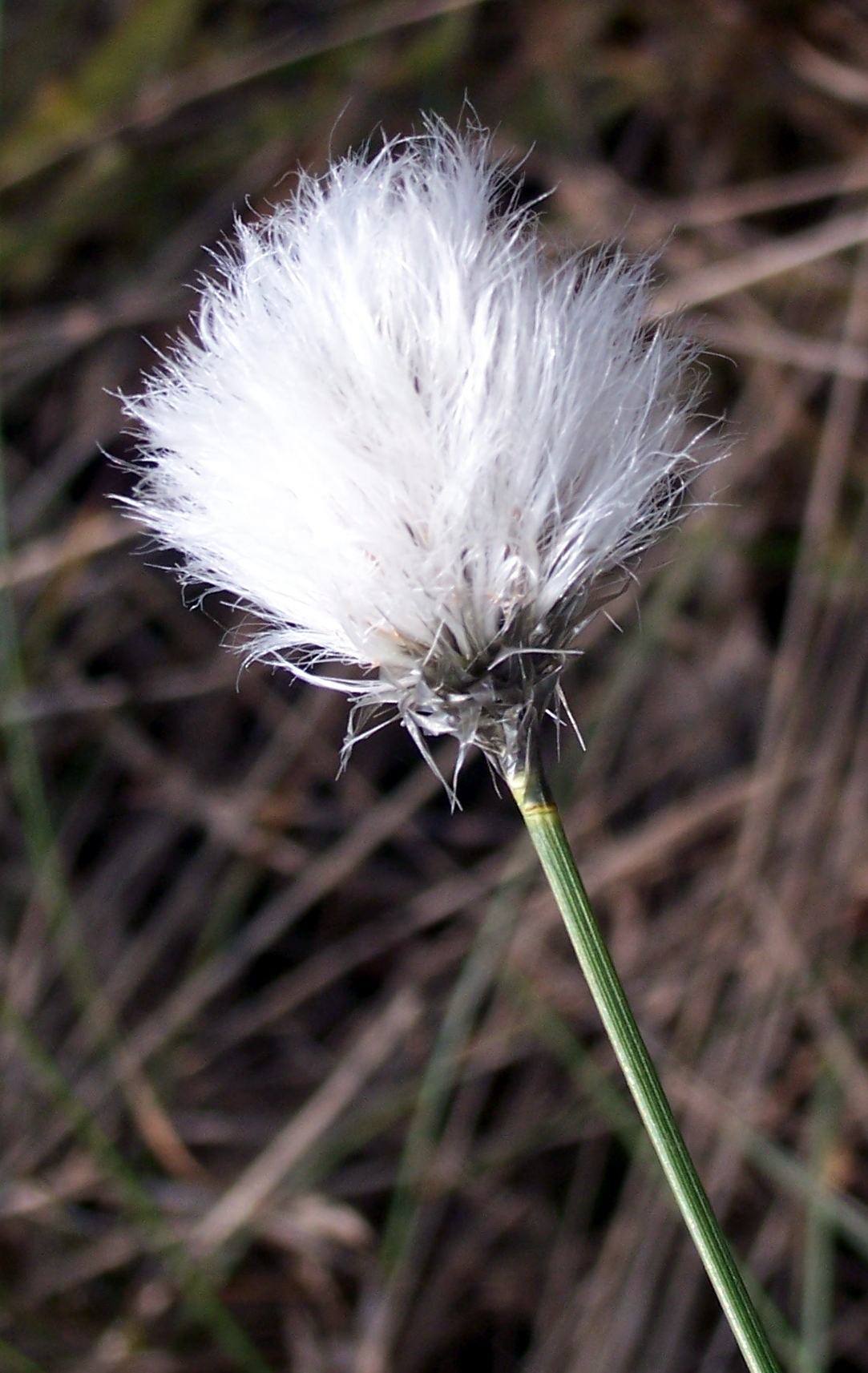
Fruchtstand des Scheiden-Wollgrases

### Vegetative Merkmale
Die ausdauernde krautige Pflanze erreicht Wuchshöhen von 10 bis zu 60 Zentimetern. Dieser Hemikryptophyt bildet keine Ausläufer – anders als beispielsweise Scheuchzers Wollgras (Eriophorum scheuchzeri) –, sondern wächst in lockeren bis dichten Horsten, die ihrerseits dichte Rasen bilden können. Die aufrechten Stängel sind bis 1,5 Millimeter dick, haben einen runden Querschnitt und sind beblättert; oben sind sie glatt, graugrün und stumpf dreikantig. Der Stängelgrund ist mit langen, rosabräunlichen Niederblättern umgeben, die sich faserig auflösen. Die Blattscheiden der Stängelblätter sind aufgeblasen; daher rührt auch der Name. Die Blattspreiten sind borstenförmig, bis 1 Millimeter breit und im Querschnitt rinnig-dreikantig. Sie sind ebenfalls graugrün und an den Rändern rau. Sie können bis zu 1 Meter lang werden. Sie hängen dann bogig über.

### Generative Merkmale
Die Hüllblätter des Blütenstandes sind spelzenähnlich, aber größer. Der Blütenstand besteht aus einem einzigen, endständigen, aufrechten Ährchen. Die verkehrt-eiförmigen oder länglichen Ährchen erreichen zur Blütezeit 1 bis 2 Zentimeter, zur Fruchtzeit bis zu 5 Zentimeter Länge und enthalten bis zu 100 Blüten. Jede zwittrige Blüte verfügt über je drei Staubfäden (Antheren) und 3 Narben. Ihre silbergrauen Spelzen sind lanzettlich, lang zugespitzt, einnervig, 5 bis 10 Millimeter lang und haben einen Hautrand.

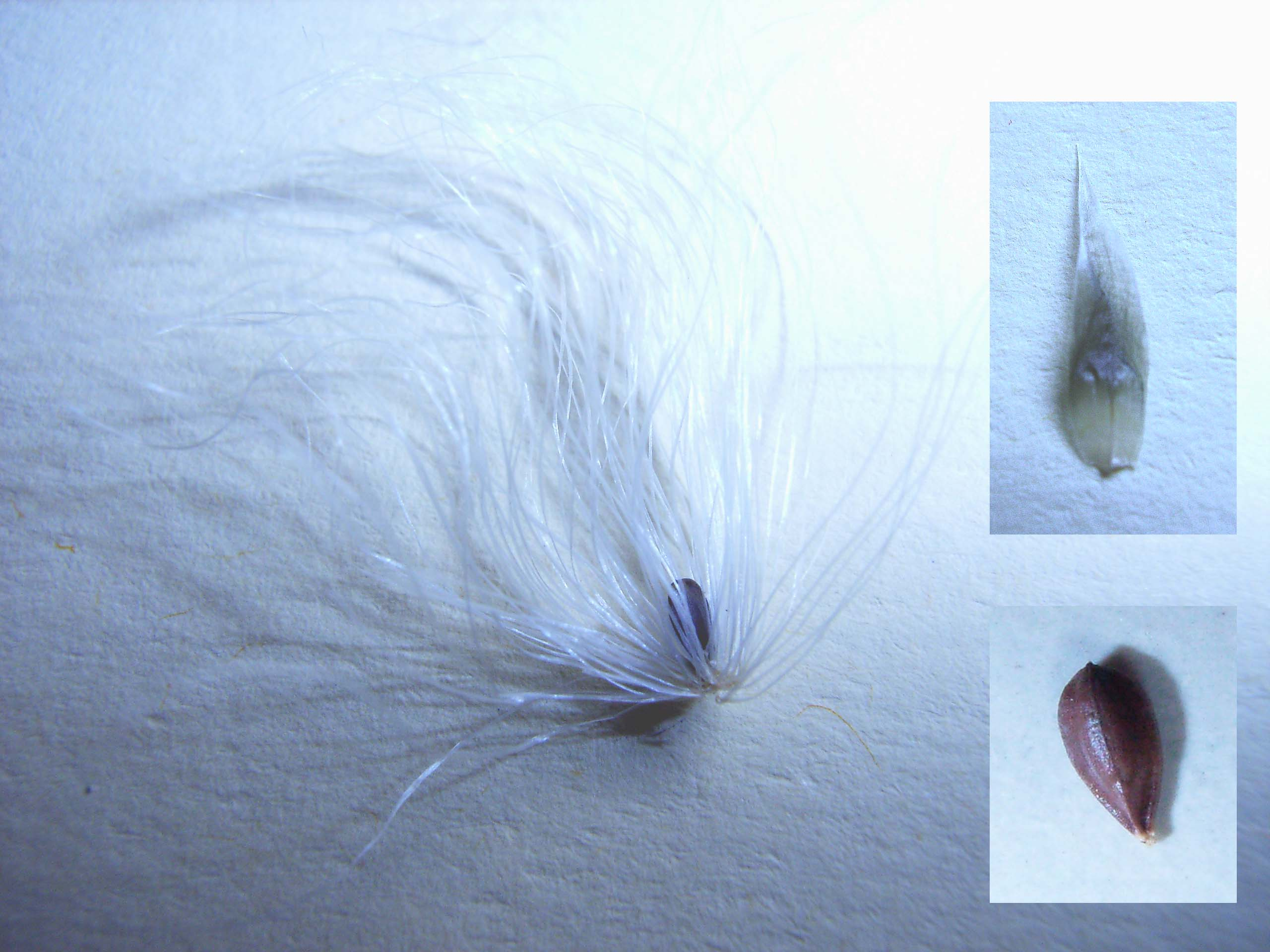
Frucht mit Blütenhüllfäden, rechts unten Karyopse, rechts oben Spelze

Die Hüllfäden der Blütenhülle (Perianth) sind zahlreich. Sie verlängern sich nach der Blütezeit bis zu 2,5 Zentimeter. Sie fallen später mit den Früchten ab. Sie bilden den für Wollgräser kennzeichnenden weißen Wollschopf. Ihre langen Blütenhüllfäden verbleiben nach der Reife an der Basis der Karyopse (eine Sonderform der Nussfrucht) und bilden einen Flug- und Schwimmapparat zur besseren Verbreitung der Samen in der Luft und im Wasser. Die Antheren sind 2,5 bis 3 Millimeter lang. Die Karyopse ist scharf dreikantig, mit kurzer Spitze, 1,9 bis 3,5 Millimeter lang und dunkel rotbraun bis fast schwarz. Das Scheiden-Wollgras blüht von März bis Mai. Selten gibt es eine zweite Blütezeit in den Monaten Juli bis September.
Die Chromosomenzahl beträgt 2n = 58 oder 60.

## Verbreitung und Standort

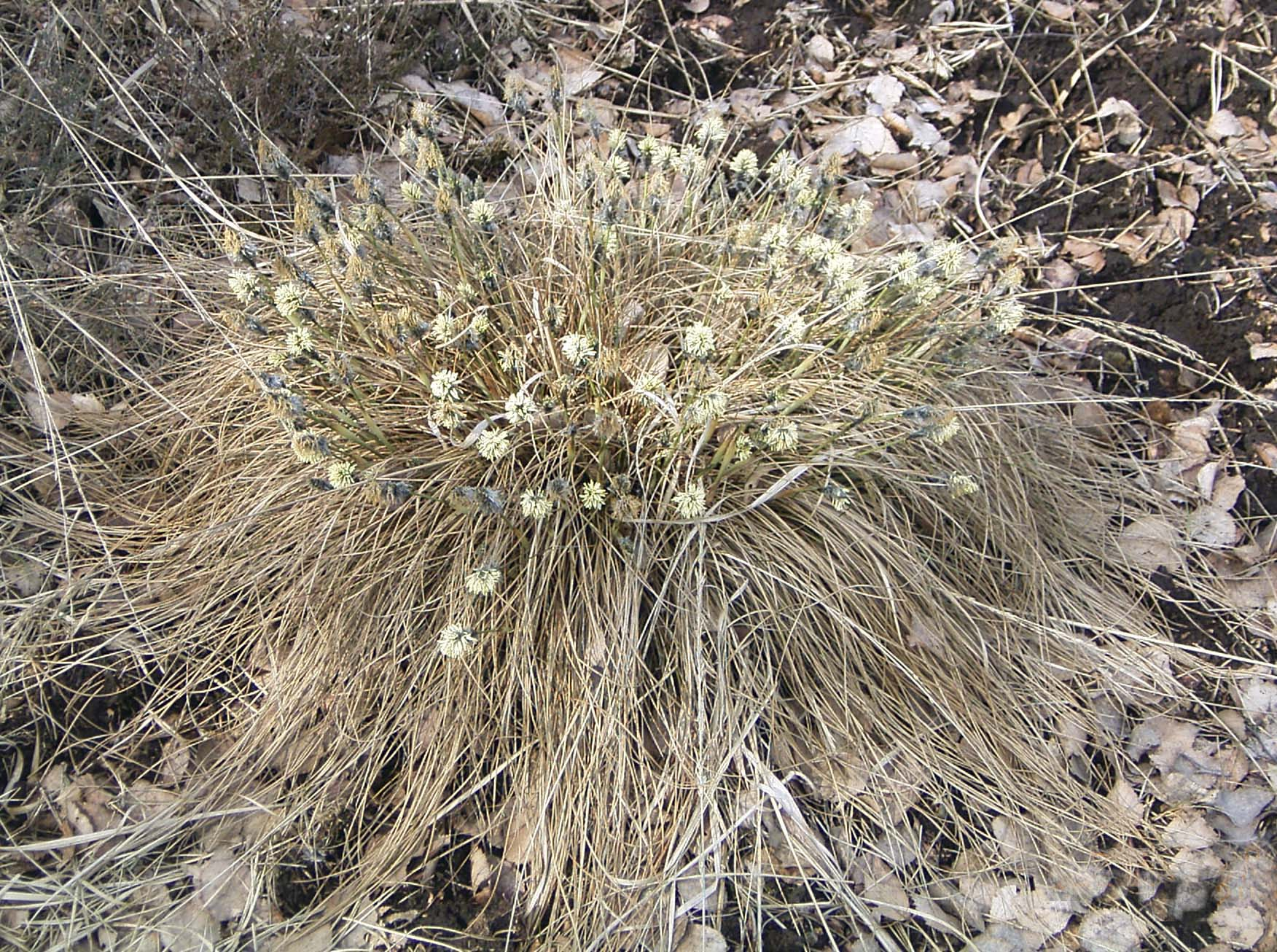
Horst des Scheiden-Wollgrases (Eriophorum vaginatum) zur Blütezeit

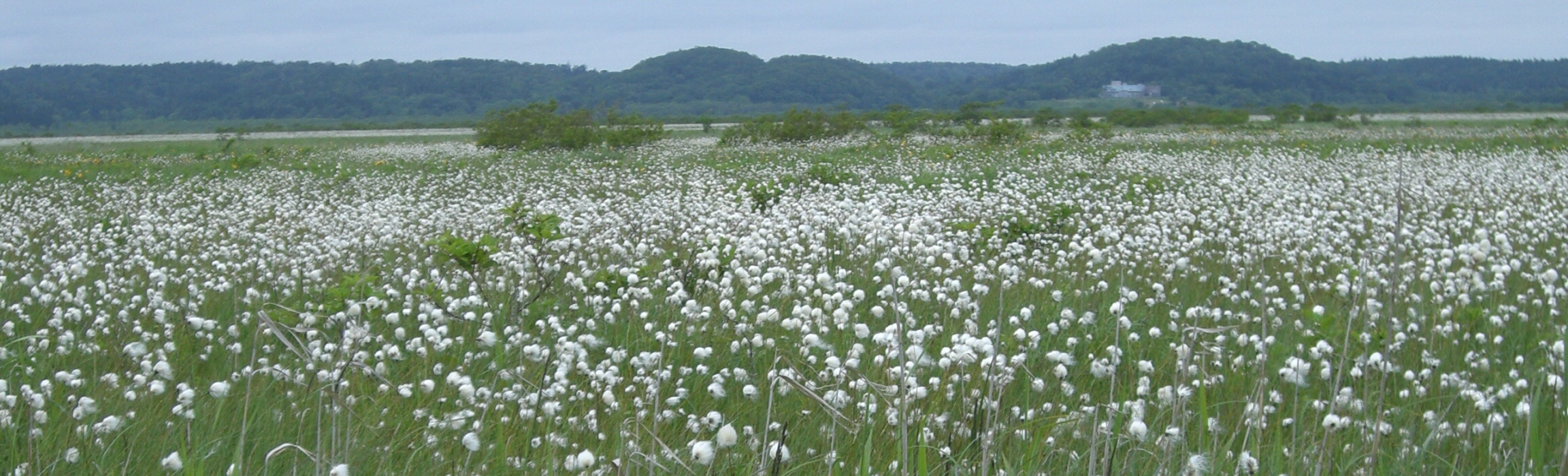
Bestand des Scheiden-Wollgrases in Japan

Es ist in fast ganz Europa, Asien und Nordamerika in warmgemäßigten bis arktischen Klimazonen vom Tiefland bis in Höhenlagen bis etwa 2000 Metern Meereshöhe beheimatet (planar-kollin bis subalpin). In den Allgäuer Alpen steigt es am Koblat am Nebelhorn bis zu 2010 Metern Meereshöhe auf. Am Cancianopass im Puschlav erreicht es 2510 Meter, in Tirol und im Kanton Wallis 2700 Meter.
Sein Areal deckt sich weitgehend mit der Verbreitung der torfmoosreichen Regenmoorgebiete der Nordhalbkugel. In Europa kommt es in fast allen Ländern vor und fehlt nur in Portugal, Island, Belarus, Moldau, Bosnien-Herzegowina, Montenegro, Albanien und im europäischen Teil der Türkei.
Im Hauptverbreitungsgebiet der „klassischen“ aufgewölbten Hochmoore in Deutschland, in Nordwestdeutschland, in Mittelgebirgslagen und im Alpenvorland, ist das Scheiden-Wollgras weit verbreitet und ist insbesondere in Renaturierungsgebieten – neben dem Schmalblättrigen Wollgras (Eriophorum angustifolium) – eine oft bestandsbildende Art. Es ist in der gesamten Schweiz verbreitet, in Österreich kommt es dagegen zerstreut bis selten vor.
Das Scheiden-Wollgras wächst auf nährstoffarmen (oligo- bis mesotrophen), basen- und kalkarmen, sauren Moorböden überwiegend in Regen- und stellenweise auch in Sauer-Zwischenmooren, in Kiefern- und Birkenbruchwäldern sowie in sekundären birkenreichen „Moorwäldern“ entwässerter Standorte.
Die ökologischen Zeigerwerte nach Landolt et al. 2010 sind in der Schweiz: Feuchtezahl F = 4+w+ (nass aber stark wechselnd), Lichtzahl L = 4 (hell), Reaktionszahl R = 1 (stark sauer), Temperaturzahl T = 2+ (unter-subalpin und ober-montan), Nährstoffzahl N = 1 (sehr nährstoffarm), Kontinentalitätszahl K = 3 (subozeanisch bis subkontinental).

### Vergesellschaftung
Das Scheiden-Wollgras ist die Kennart der Klasse der Hochmoorbulten-Gesellschaften (Oxycocco-Sphagnetea). Dort wächst es gemeinsam mit der Gewöhnlichen Moosbeere (Vaccinium oxycoccos), Rosmarinheide (Andromeda polifolia) und Torfmoosen wie dem Magellans Torfmoos (Sphagnum magellanicum), dem Braunen Torfmoos (Sphagnum fuscum) und dem Rötlichen Torfmoos (Sphagnum rubellum) meist auf den erhöhten Torfmooskuppen (Bulte) innerhalb der Bult-Schlenken-Komplexe der zentralen Hochmoorflächen. Es bildet außerdem besonders in Regenerationsstadien von Hochmooren (Plateauregenmoore) oder in wiedervernässten Hochmoor-Renaturierungen artenarme Eriophorum-vaginatum-Dominanzgesellschaften (siehe unten).

## Ökologie

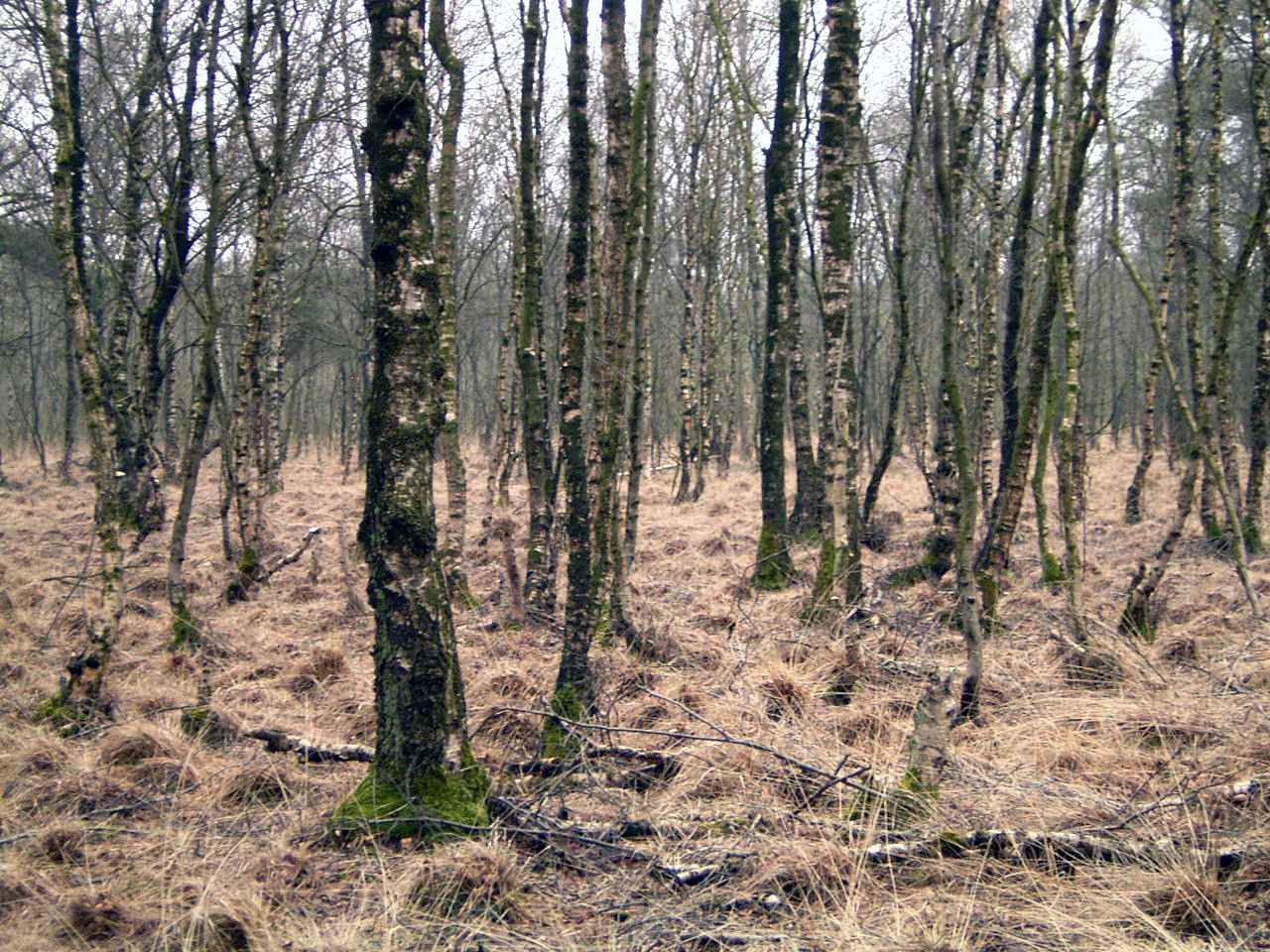
Moorbirkenwald auf entwässertem Hochmoor; in der Krautschicht mit Scheiden-Wollgras, Torfmoosen und Pfeifengras (Molinia cearulea)

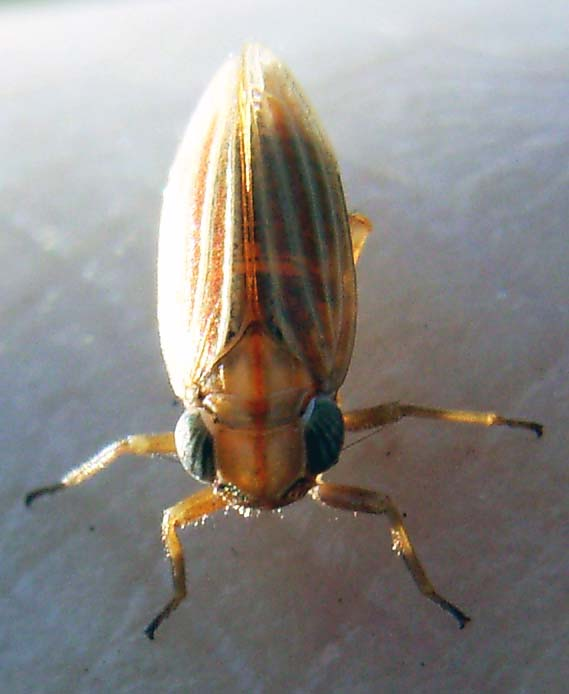
Die Moorkäferzikade ernährt sich vom Scheiden-Wollgras.

Aufbau eines Scheiden-Wollgras-Horstes

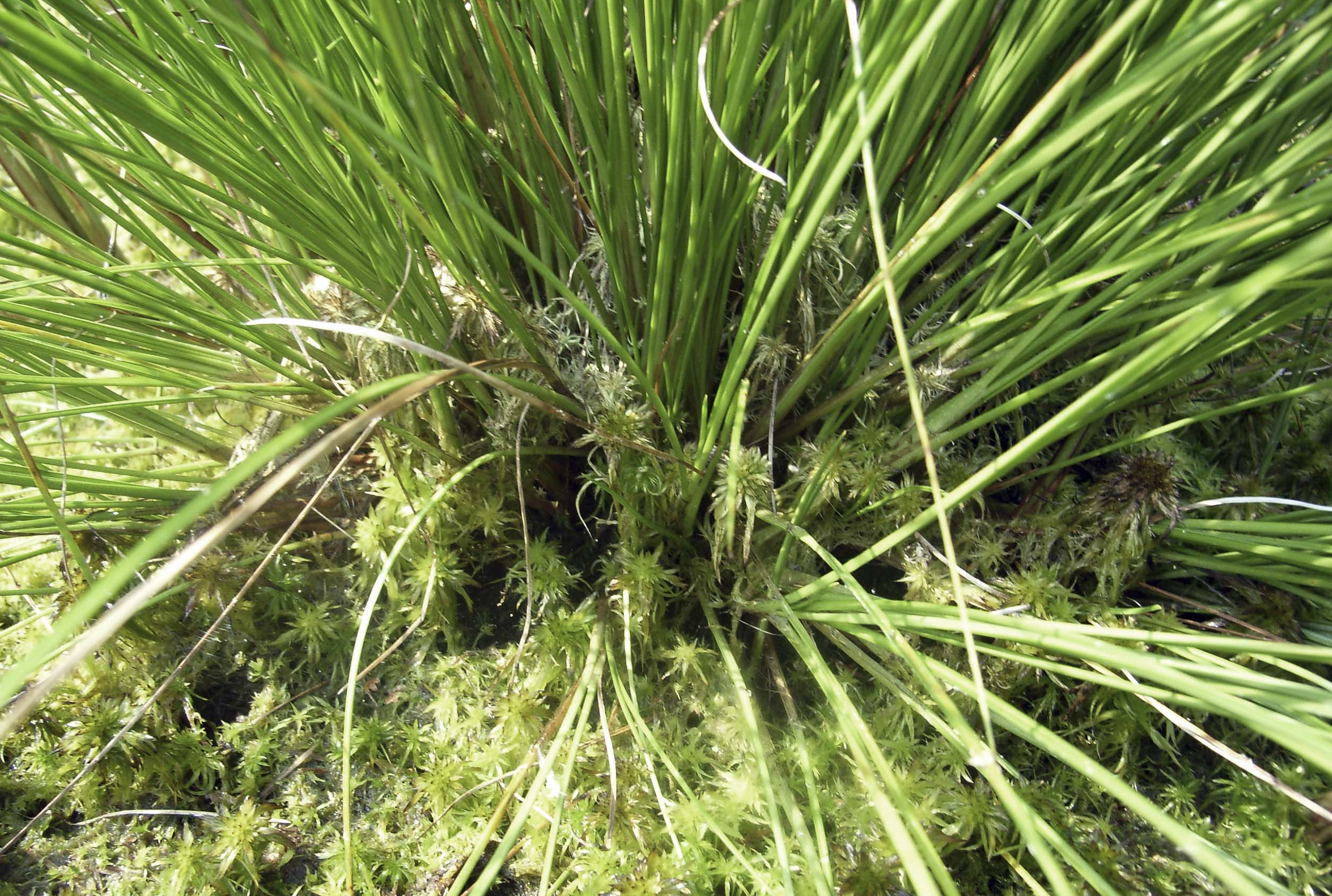
Scheiden-Wollgras in einer Torfmoosdecke. Die Torfmoose wachsen bereits in den Horst hinein.

Das Scheiden-Wollgras ist windblütig (Anemophilie). Die Verfrachtung der Samen erfolgt durch Wasser und Wind (Anemohydrochorie). Es ist eine Halblichtpflanze, das heißt, es wächst bei voller Besonnung, erträgt aber auch in Grenzen eine Beschattung. Sein ökologischer Schwerpunkt liegt auf durchnässten, luftarmen, sauren bis sehr sauren Böden. Es überwintert mit grünen Blättern, die aber im Frühjahr erneuert werden.
Charakteristisch für das Scheiden-Wollgras – und auch vielen anderen Hochmoorpflanzen – ist ein effektiver interner Nährstoffkreislauf. Dabei werden die für den Aufbau der oberirdischen Pflanzenteile benötigten Nährstoffe schon während der Samenbildung in die Sprossbasis zurückverlagert. In der folgenden Vegetationsperiode kann dieser Vorrat ohne Verluste mobilisiert werden. Ferner verhindert eine intensive Durchwurzelung der oberen Bodenschichten sowie die sehr eng stehenden Triebe eine Ausschwemmung der aus abgestorbenen Pflanzenteilen stammenden Nährstoffe.
Bei guter Wasserversorgung des Standortes werden die Grasbulte von den dann üppig wachsenden Torfmoosen oder bei steigendem Wasserspiegel (meist in Renaturierungen) gezwungen, immer weiter nach oben zu wachsen, da es sonst überwuchert oder überschwemmt werden würde. Die Grundachsen der Triebe verlängern sich dann ausläuferartig aufwärts. Es bildet sich so zusammen mit den bogig überhängenden Blattspreiten ein charakteristischer „mützenförmiger“ Habitus.
Die Pflanze ist ein starker Torfbildner, denn die dicken Blattspreiten zerfallen nach dem Absterben in viele Faserbüschel (Verholzung durch Lignin-Einlagerungen). Diese werden bei der in Hochmooren gehemmten Zersetzung der organischen Substanzen nicht abgebaut und bleiben als sichtbare Reste erhalten. Sie ist damit maßgeblich am Aufbau von Hochmooren und an der Bildung des sogenannten Fasertorfes beteiligt. In jüngerem Torf macht der Anteil an Eriophorum vaginatum etwa fünf Prozent aus, in älteren Torfen deutlich mehr.
Das Scheiden-Wollgras spielt in arktischen Tundrengebieten besonders in Alaska aufgrund seines frühen Austriebes sowie seiner hohen Regenerationsfähigkeit eine entscheidende Rolle als Futter für Großherbivoren wie das Ren sowie für Lemminge, Ziesel und Gänse.
Für eine Reihe von Tagfalterarten wie beispielsweise das Große Wiesenvögelchen (Coenonympha tullia) scheint eine starke Bindung an Vorkommen von Wollgrasarten, vor allem an Scheiden-Wollgras, zu bestehen. Viele Autoren besonders in der älteren Literatur geben es auch als Raupen-Nahrungspflanze an.
Es ist außerdem eine wichtige Nahrungspflanze für den europaweit am stärksten gefährdeten Tagfalter, das Stromtal-Wiesenvögelchen (Coenonympha oedippus).
Für etliche weitere phytophage Insekten spielt das Scheiden-Wollgras eine entscheidende Rolle. Zum Beispiel saugen einige Zikadenarten ausschließlich (monophag) an Eriophorum vaginatum. Dies sind beispielsweise die in Deutschland gefährdete und ausschließlich in Hochmooren beheimatete (tyrphobionte) Moorkäferzikade (Ommatidiotus dissimilis), die Hochmoorzirpe (Sorhoanus xanthoneurus) sowie die Hochmoor-Spornzikade (Nothodelphax distinctus).

## Gefährdung und Schutz

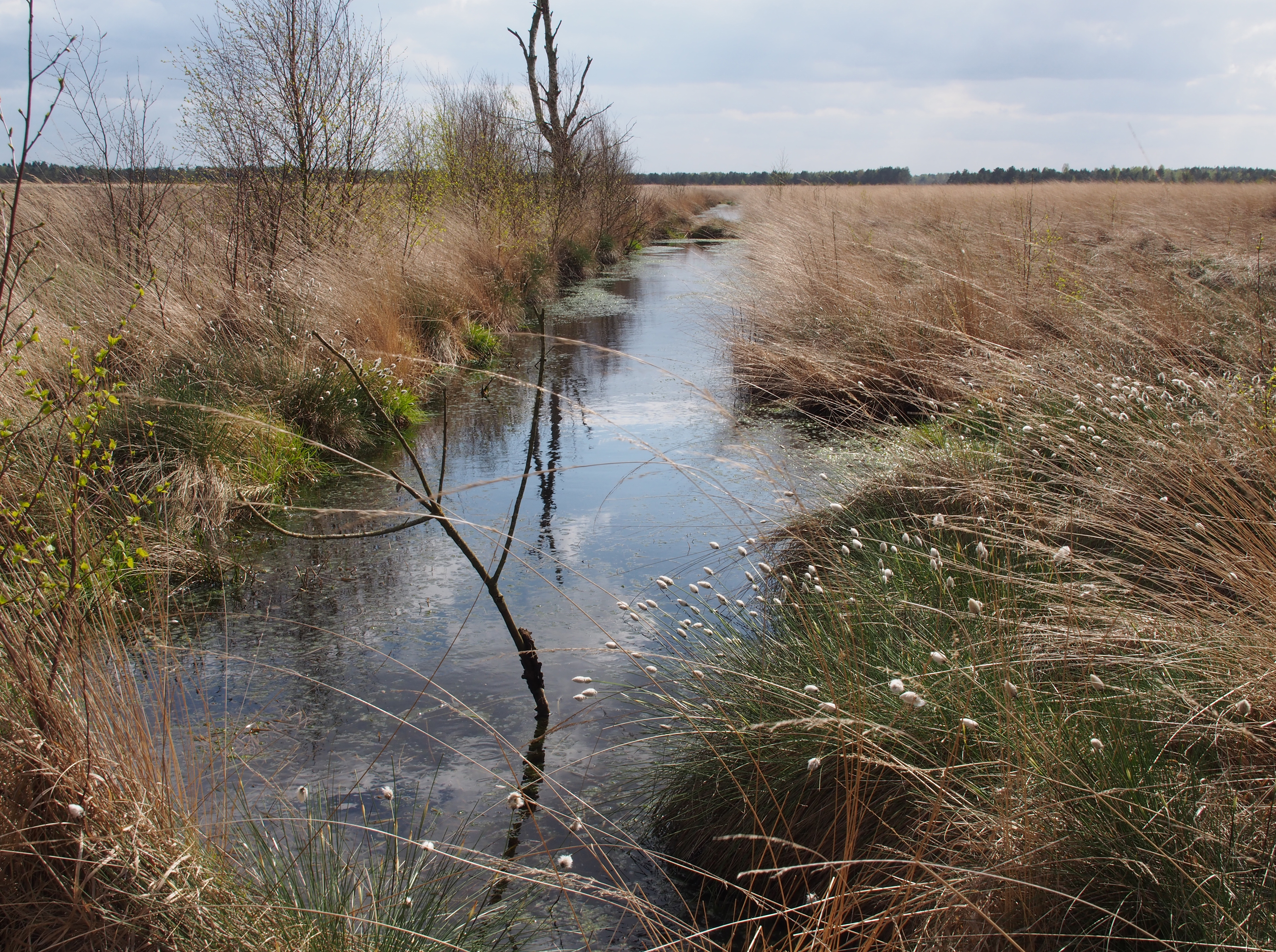
Gestauter Moorgraben mit Scheiden-Wollgras

Das Scheiden-Wollgras ist gesetzlich nicht gesondert geschützt. Es gilt innerhalb Deutschlands aber in elf Bundesländern aufgrund des Rückganges und Beeinträchtigung seiner Lebensräume als gefährdete Art. In Österreich wird das Scheiden-Wollgras bundesweit als nicht gefährdet eingestuft. In der Böhmischen Masse, im nördlichen und im südöstlichen Alpenvorland ist es regional gefährdet, im Burgenland sogar ausgestorben. Daher steht es in einigen Bundesländern unter teilweisem Naturschutz. In der Schweiz gilt es ebenfalls als bundesweit nicht gefährdet (Least Concern). Verschiedene Gefährdungsstufen werden jedoch für das Mittelland (Vulnerable), die Westalpen sowie für das Bergell und das Puschlav in den Südalpen (Near Threatened) angegeben.
Durch die Kultivierung der Moore, Torfabbau sowie durch Eutrophierung der Standorte ist die Art stark zurückgegangen und ihr potenzielles Verbreitungsgebiet stark eingeschränkt worden. Sie hält sich aber in birkenreichen Degradationsstadien von Hochmooren und gilt in wiedervernässten und geschützten Hochmoorresten und -renaturierungen als langfristig gesichert.

## Systematik
Der wissenschaftliche Name Eriophorum vaginatum wurde 1753 von Carl von Linné in Species Plantarum erstveröffentlicht.
Es wurden innerhalb der Art zwei Varietäten unterschieden: Eriophorum vaginatum var. spissum (Fern.) Boivin und Eriophorum vaginatum var. vaginatum L. Sie unterscheiden sich in der Form der Ährchen, Spelzenfarbe und Größe der Staubbeutel mit jedoch sehr variablen Übergängen und Zwischenformen, so dass die vielfach vorgenommene Abspaltung zweier Unterarten nicht anerkannt ist. Nach der World Checklist of Selected Plant Families sind auch die Varietäten nicht anerkannt.

## Bedeutung bei Hochmoor-Renaturierungen

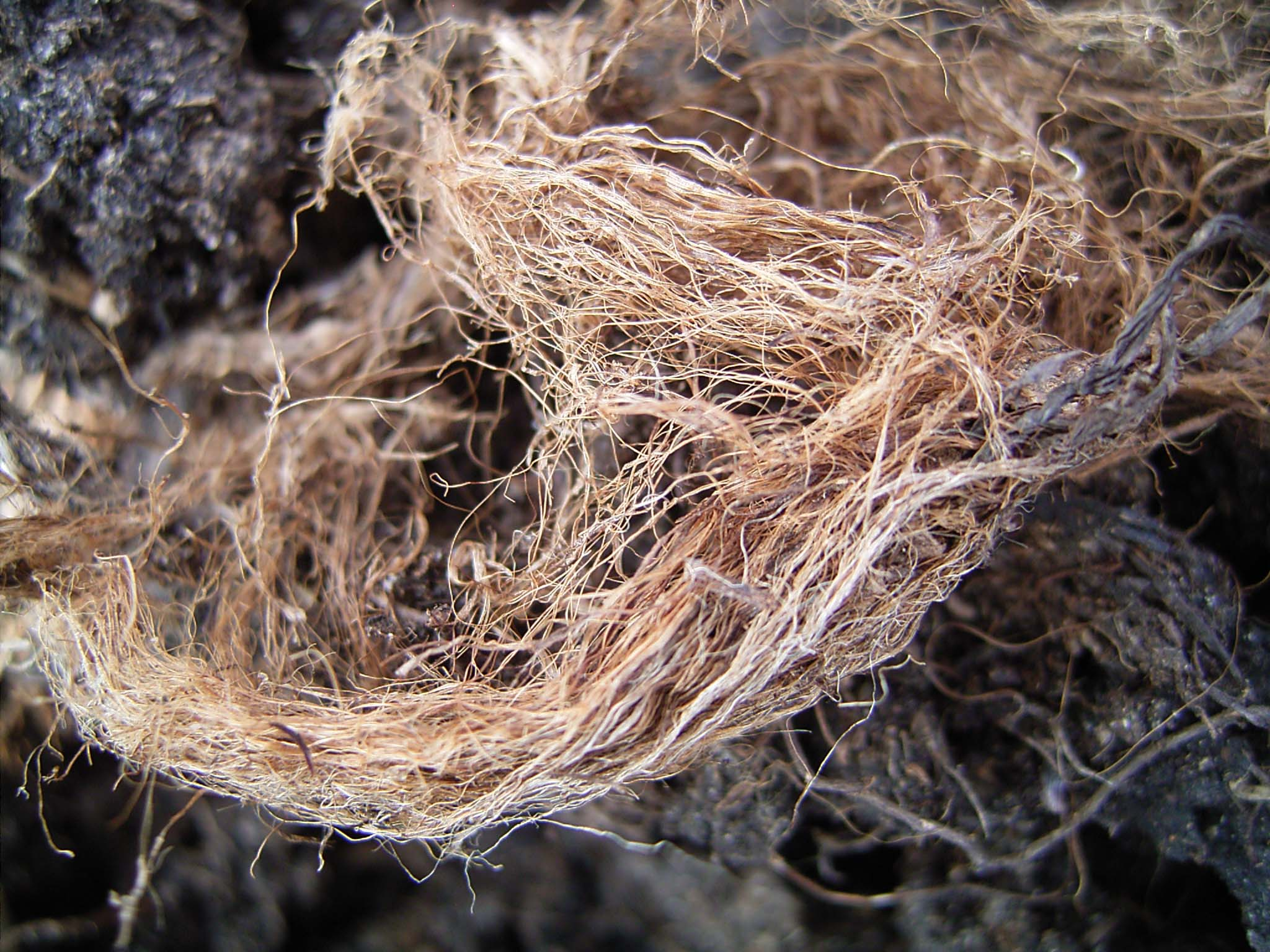
Fasergewebe im Torf.

Erst seit etwa Anfang der 1980er Jahre fand der Schutz naturnaher Regenmoorreste in Verbindung mit der Verpflichtung zur Renaturierung von industriell abgetorften Flächen eine Grundlage in verschiedenen Naturschutzgesetzen und -programmen (z. B. das Niedersächsische Moorschutzprogramm Teil I 1981, die Rothenthurm-Initiative Schweiz 1987, das Moorentwicklungskonzept Bayern 2003). Hochmoor-Renaturierungen weisen demnach ein Alter bis zu 25 Jahren auf.
Regenmoorstandorte nach industriellem Torfabbau oder Regenmoorreste ohne Abtorfung, aber vorangegangener intensiver Entwässerung verfügen nicht mehr über ein funktionsfähiges Akrotelm (Torfbildungshorizont), das maßgeblich für einen ausgeglichenen Wasserhaushalt sorgt. Ferner setzt durch die Belüftung der oberflächennahen Bodenschichten eine Mineralisation des Torfes ein, was zu einer höheren Nährstoffversorgung der Moorböden führt. Die Folge ist, dass sich vermehrt konkurrenzkräftige Pflanzen durchsetzen können. Unerwünschte Pflanzen sind in diesem Zusammenhang das Blaue Pfeifengras (Molinia caerulea) sowie die Moor-Birke (Betula pubescens). Deren Ausbreitung würde die Entwicklung einer naturnahen, hochmoortypischen Vegetation langfristig verhindern.
Hinsichtlich der Sukzession degradierter Regenmoore wurden und werden besonders im Hauptverbreitungsgebiet der klassischen aufgewölbten Plateauregenmoore (Hochmoore) verschiedene wissenschaftliche Untersuchungen durchgeführt, wie beispielsweise im Naturschutzgebiet „Leegmoor“ und in der Diepholzer Moorniederung (Niedersachsen). Die genannten Naturschutzgebiete gehören zu den ältesten wissenschaftlich begleiteten Hochmoor-Renaturierungen in Europa.

### Das Scheiden-Wollgras als Pionierpflanze

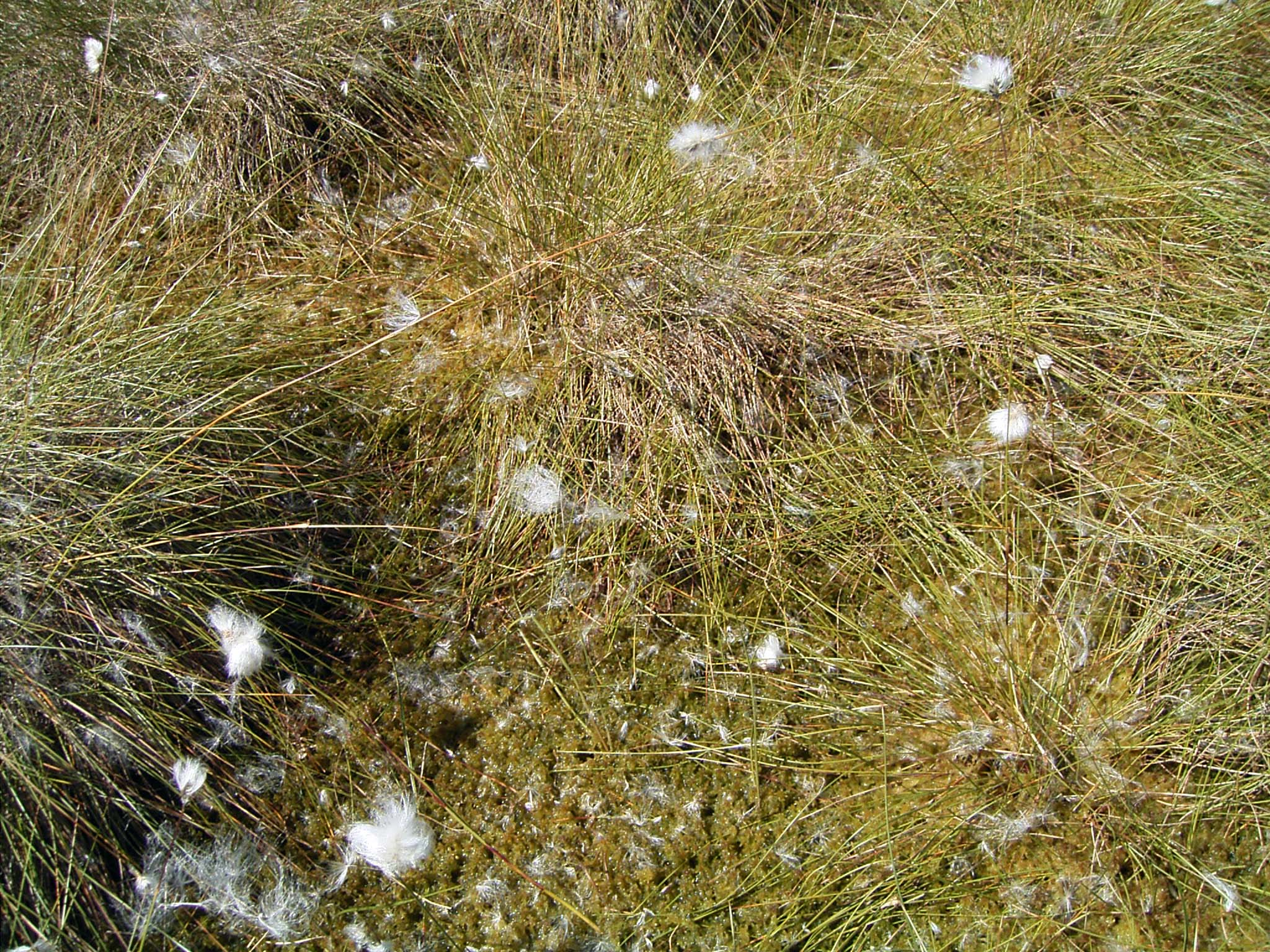
Scheiden-Wollgras im „Leegmoor“ mit zwischen den Wollgrasbulten wachsenden Torfmoosen.

Um einer Massenausbreitung des Pfeifengrases und damit der Entwicklung von nahezu geschlossenen Pfeifengras-Hochgrasbeständen entgegenzusteuern, wurden auf Regenerationsflächen im Naturschutzgebiet „Leegmoor“ im Rahmen eines Erprobungs- und Entwicklungsprojektes (E+E-Vorhaben) in den Jahren 1983 bis 1984 Aussaat- und Bepflanzungsversuche konkurrierender hochmoortypischer Pflanzenarten, unter anderem auch von Scheiden-Wollgras als „echter“ Hochmoorart, durchgeführt. Die Experimente zeigten, dass es besonders in der Anfangsphase der Renaturierung von Schwarztorfabbauflächen eine wichtige Pflanze zur Pionierbesiedlung von industriell abgebauten Hochmooren darstellt. Einerseits ist Scheiden-Wollgras offenbar ein durchsetzungsfähiger Konkurrent des Pfeifengrases, andererseits spielt es für die Wiederbesiedlung von Torfmoosen in den ausgeräumten Arealen eine entscheidende Rolle, denn diese können sich nur an geschützten, bereits von Pflanzen bewachsenen Stellen ansiedeln.
Inzwischen hat sich das Scheiden-Wollgras trotz ungünstiger Renaturierungsbedingungen auf fast der gesamten Fläche etabliert und gleichzeitig auf einem erheblichen Teil der Fläche die Ansiedlung von Pfeifengras verhindert. Das Wollgras setzt sich zunehmend durch und bildet eine Ersatzgesellschaft, die eine ähnlich hohe Dominanz gegenüber anderen Pflanzenarten aufweist wie das Pfeifengras. In vielen Renaturierungsflächen Nordwestdeutschlands mit meist besseren Ausgangsbedingungen als im Leegmoor haben sich unterdessen ebenfalls vielfach aspektbestimmende Bestände dieses Grases entwickelt. Die Pflanzen stehen zum Teil so dicht, dass kaum andere Arten, vor allem Torfmoose, Fuß fassen können. Beobachtungen zeigen aber, dass Torfmoose, hier das Spieß-Torfmoos (Sphagnum cuspidatum), bei ansteigendem Moorwasserspiegel ausgehend von Lücken zwischen den Wollgrasbulten  sogar die Köpfe der Grasbulten besiedeln. Bei Pfeifengras scheint dieses nicht zu gelingen, da deren Bulte möglicherweise zu hoch sind. Casparie (1972) konnte zudem zeigen, dass bei steigendem Moorwasserspiegel das Torfmoos sogar in der Lage ist, das Scheiden-Wollgras zu verdrängen.

### Das Scheiden-Wollgras als Diasporenfänger und „Ammenpflanze“ für die Moor-Birke

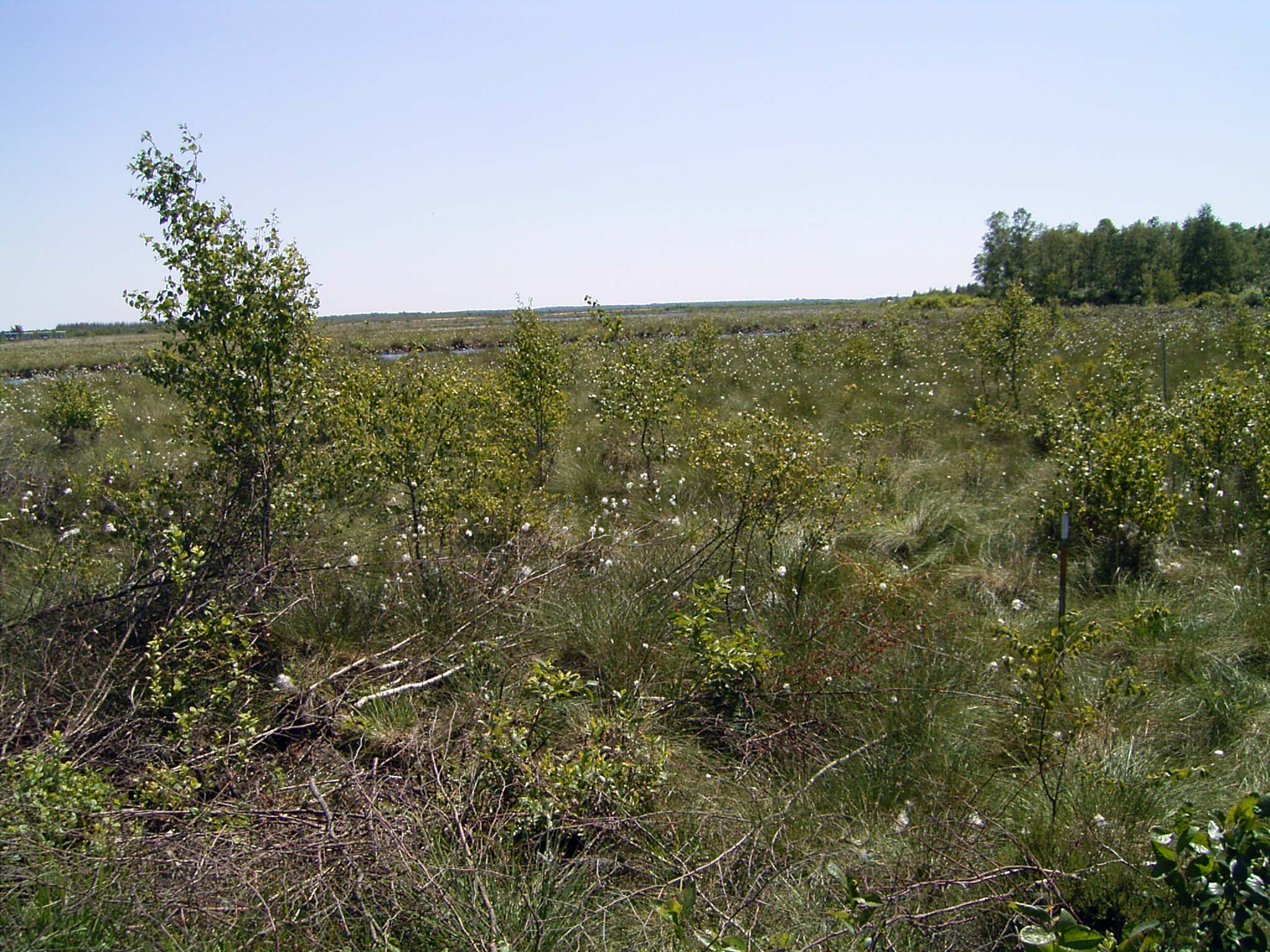
Dominanzgesellschaft des Scheiden-Wollgrases mit beginnender Verbuschung der Fläche mit Moor-Birken

In der Diepholzer Moorniederung wurden im Jahr 1999 umfangreiche Untersuchungen zur Ausbreitung der Moor-Birke (Betula pubescens) in Abtorfungsflächen, wiedervernässten Arealen und naturnahen Hochmoorrestflächen durchgeführt. Der hohe Wasserbedarf dieses Baumes im Zusammenhang mit einer hohen Verdunstung führt zu einem unerwünschten Wasserverlust. Die Experimente zeigten, dass das Scheiden-Wollgras eine entscheidende Funktion als sogenannte „Ammenpflanze“ und Diasporenfänger für die Moor-Birke ausübt. So wurden unter Grasbulten ab etwa 40 Zentimetern Durchmesser mit überhängenden Blättern über 500 Keimlinge und Jungpflanzen der Moor-Birke gefunden. Durch den Wind, in Abhängigkeit von der Hauptwindrichtung, sowie über das Wasser durch Überstau werden die Samen der Birken herangetragen. Diese verfangen sich in den Blättern und bleiben unter den Horsten liegen. Sie keimen im nächsten Frühjahr. Als Ammenpflanzen bieten die Grasbulte beispielsweise einen Schutz vor Austrocknung und vor mechanischen Wirkungen (Tritt, Wind- und Hagelschlag), so dass die Samen keimen und sich ungestört entwickeln können. Um der ungewünschten Sukzession zu Moorbirkengebüschen und -wäldern entgegenzuwirken, werden auf nicht optimal wiedervernässten Flächen mechanische Beseitigungen des Gehölzaufwuchses vorgenommen (Entkusselungen). Bei konstant nahe der Bodenoberfläche liegenden Wasserständen in Wiedervernässungen, die aber oftmals nur schwer herzustellen sind, sterben die Moor-Birken in der Regel ab.

## Nutzung

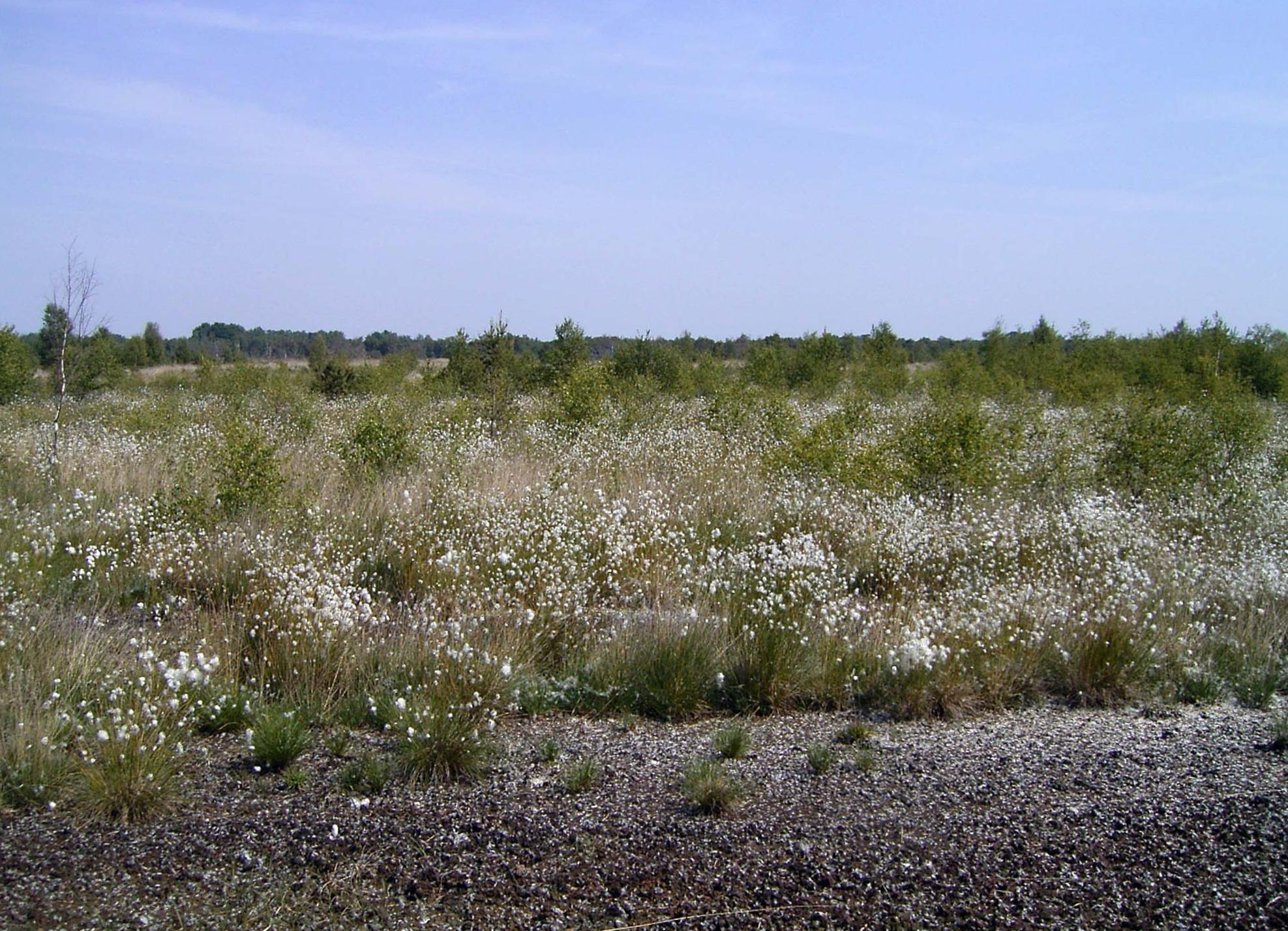
Fruchtendes Scheiden-Wollgras (Eriophorum vaginatum) in einer Hochmoor-Renaturierung

In der Volksmedizin wurde die „Wolle“ der Fruchthaare früher als Wundwatte verwendet. Ferner dienten die Wollschöpfe zum Füllen von Kissen. Sie wurden außerdem zu Lampendochten gedreht.
Im Gartenbau wird neben anderen Wollgrasarten das Scheiden-Wollgras in sogenannten Moorbeeten eingesetzt.